# Lapis alectorius
Uma lapis alectorius ou pedra-capão é uma pedra não preciosa encontrada na moela de capões (galos jovens e castrados). Acredita-se que, na magia, seja um amuleto eficaz, concedendo ao usuário um maior senso de coragem e ousadia. Essas propriedades não são comprovadas.